# آل دنته

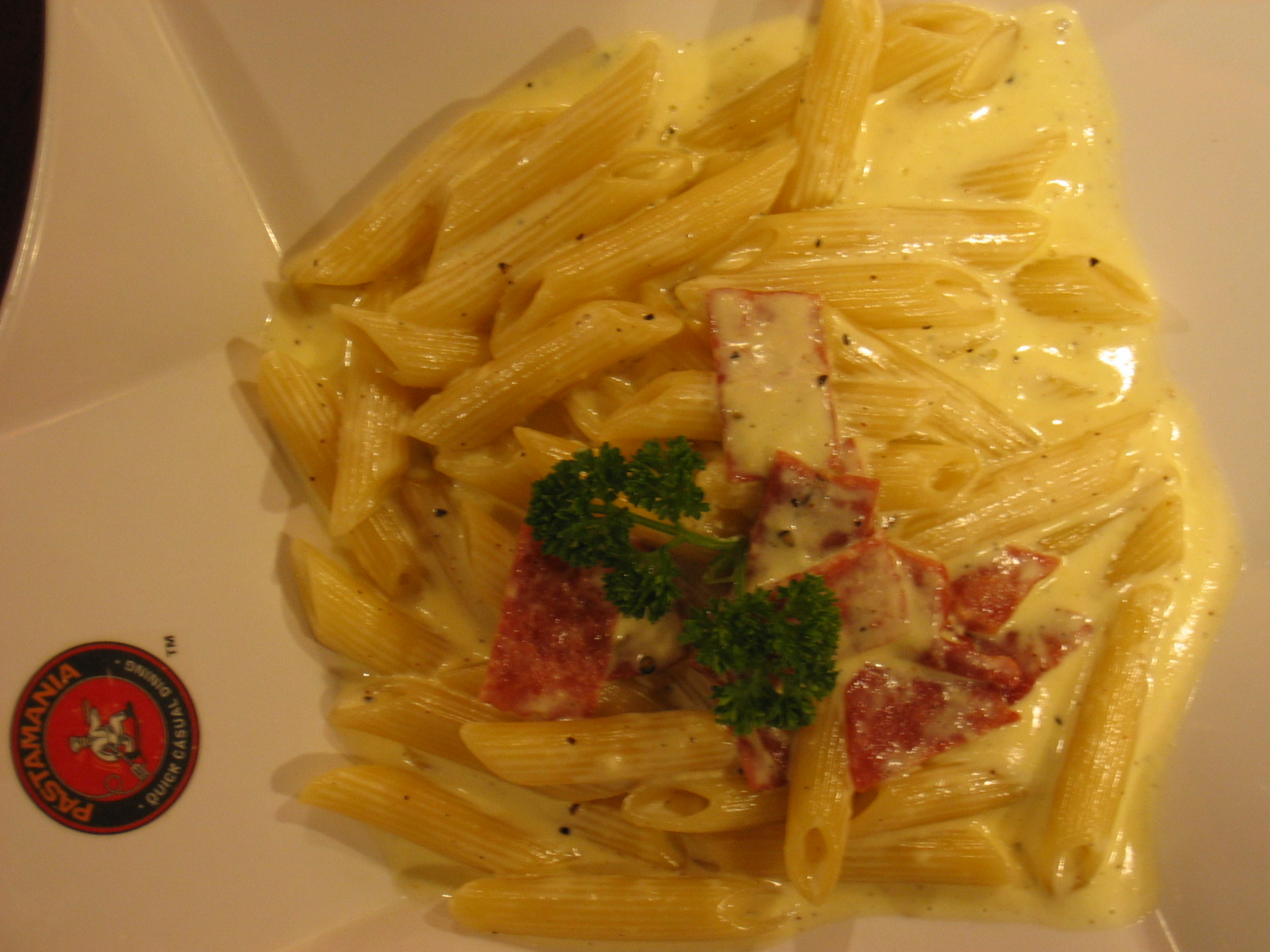
پنه کاربونارا سرو شده به‌صورت آل دنته

آل دنته، (تلفظ ایتالیایی :al ˈdɛnte)  اصطلاحی است که در زبان ایتالیایی برای پختن پاستا، سبزیجات، برنج یا حبوبات به کار میرود. این اصطلاح (به دندان یا دندان گیر) اشاره به میزان پختن غذا کرده و میگوید نباید غذا بیش از اندازه پخته شود و باید در هنگام گذاشتن بین دندان‌ها کمی سفت باشد.